# Lahtis yrkeshögskola

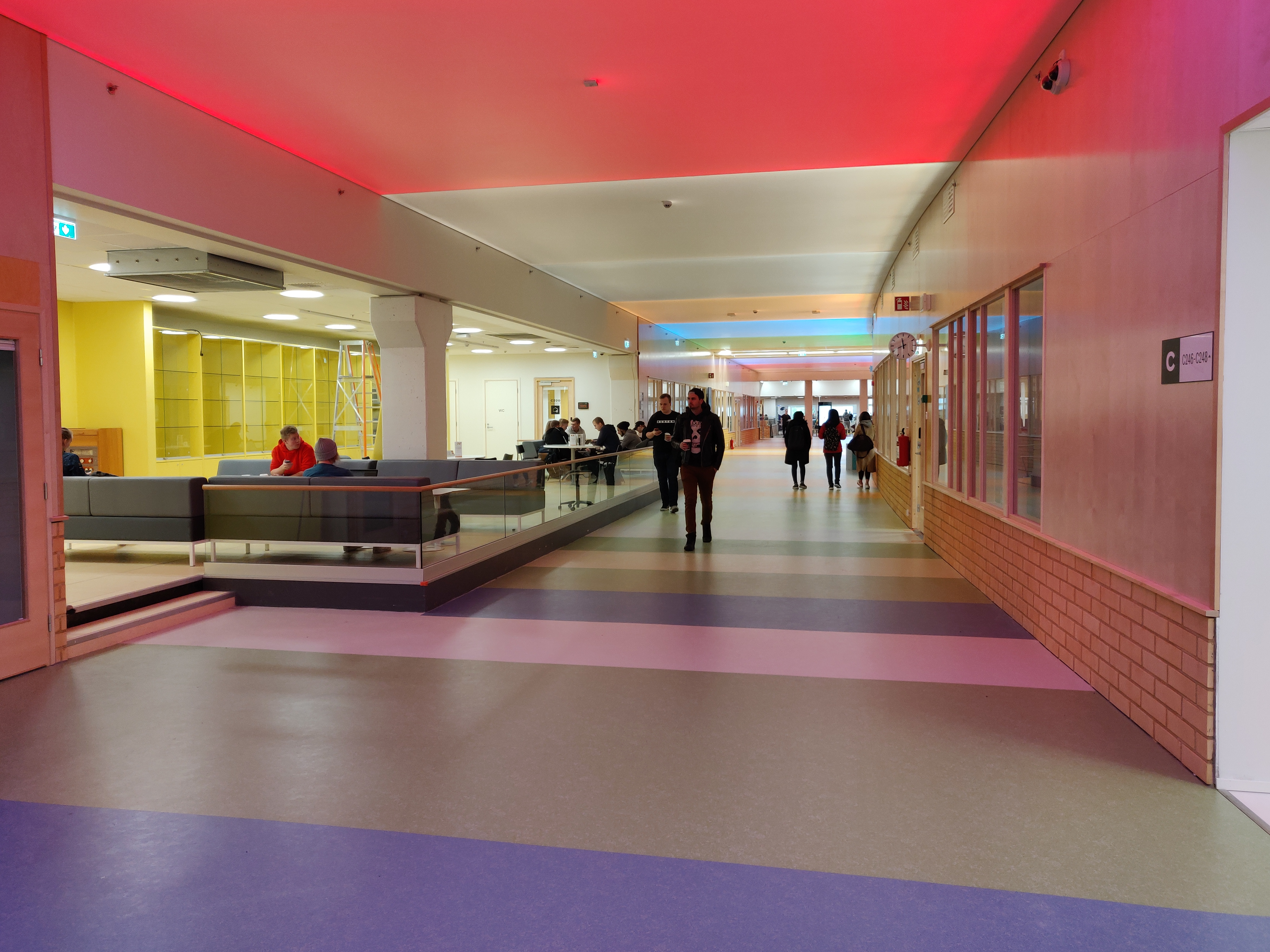
Campus i Lahtis, 2013

Lahtis yrkeshögskola (finska: Lahden ammattikorkeakoulu) var en finländsk yrkeshögskola i Lahtis. 
Lahtis yrkeshögskola hade campus i Lahtis. Den hade omkring 5 000 studenter och 360 anställda, varav 170 lärare.
Högskolan bedrev undervisning inom bland annat företagsekonomi och hotelldrift, formgivning och kommunikation, socialt arbete och hälsovård samt ingenjörsvetenskap, på kandidat- och magisternivå.
En ny modern campus färdigställdes för Lahtis yrkeshögskola hösten 2018 i den tidigare möbelfabriken Isku vid Mukkulankatu ("Bergsgatan"). 
År 2020 bildades Yrkeshögskolan LAB genom en sammanslagning av Lahtis yrkeshögskola och Yrkeshögskolan Saima, som hade campus i Villmanstrand.